# Tango … y todo a media luz
Tango … y todo a media luz (spanska: 'Tango … och allt i halvmörker') är en albumhistoria av  serien Corto Maltese. Den är författad och tecknad av Hugo Pratt och tidningspublicerades på italienska från 1985–1986 och på franska 1986. Därefter samlades avsnitten i album (1987 på franska, året efter på italienska).
Historien utspelar sig runt La Plata, dit Corto Maltese beger sig för att reda upp ett mord på en vän.

## Handling
Historien inleds med att Corto Maltese i början av 1923 reser från Europa med atlantångaren Le Malte till Uruguays huvudstad Montevideo. Sedan beger han sig över La Plata-viken och till Argentinas huvudstad Buenos Aires. Orsaken till resan från Europa är Louise Brookszowyc, som Corto träffade i Venedig två år tidigare (se Sirat Al-Bunduqiyyah). Hon hade rest till Buenos Aires och blivit verksam på "Warsavia", en bordell/ett nätverk där unga kvinnor från Europa fick arbeta som prostituerade.
Louise mördas, och i sin jakt på hennes mördare återser han Butch Cassidy, den nordamerikanske laglöse som sagts vara avliden sedan tolv år tillbaka. Till slut återvänder Corto med båt från staden, i sällskap med Louises lilla dotter som han anförtror till vänner i Venedig. Louises dotter kommer i Pratts och Guido Crepax gemensamma serievärld senare att bli mor till Crepax seriefigur Valentina.
I historien talas en hel del om 1905–1906, två år då Corto och hans vapendragare Rasputin var i Argentina efter sitt första möte under rysk-japanska kriget. Nyckelämnen i berättelsen är tango, Louise och Warsavia (historiskt Varsovia), nordamerikanska gangsters och de argentinska storgodsägarna.

## Produktion och bakgrund
Liksom i ett antal tidigare album hade Pratt hjälp av vännen Guido Fuga i tecknandet av bilar och arkitektur.

### Utgivning
Publiceringen av historien påbörjades 1985, i den italienska serietidningen Corto Maltese. Historien gick i tidningen från nummer 21 (6/85) till 32 (5/86). Den första franska tidningspubliceringen skedde i nummer 11 (11/86) av den franska systertidningen Corto; där publicerades hela albumet i ett stycke.
Albumpubliceringen i Frankrike skedde under 1987 hos Casterman. Den första italienska utgivningen i albumet dröjde till 1988, då Rizzoli-Milano Libri gav ut en albumversion som utökats med olika dokument och akvareller. Alla ovanstående utgåvor av historien är som serie i svart-vitt.
Senare har albumet färglagts och återutgivits i versioner med kompletterande extramaterial.

### Inspiration
Titeln till den italienska versionen hämtades från en 1920-talstango av Carlos Gardel – "Y media luz". Den hördes flitigt i Buenos Aires olika bordeller under denna tid. Temat och miljön för berättelsen inspirerades av Pratts egen mångåriga vistelse i Argentina, från sent 1940-tal. I staden träffade han och blev 1955 bekant med Dizzy Gillespie. Roberto Arlt fungerade som litterär inspiration för Pratt i skapandet av historien. Louise Brookszowyc är utseendemässigt inspirerad av Louise Brooks, som Pratt sammanträffade med 1983 och som dessförinnan även påverkat Crepax till sin Valentina.
Den historiska 1920-talsmiljön, med omfattande prostitution/människohandel och relaterad brottslighet i Buenos Aires, gynnades av liberala lagar och en mycket hög andel ensamstående män i invandrar- och nybyggarmiljöns Argentina. De flesta prostituerade togs från judiska miljöer i Europa, via så kallad vit slavhandel.

## Galleri

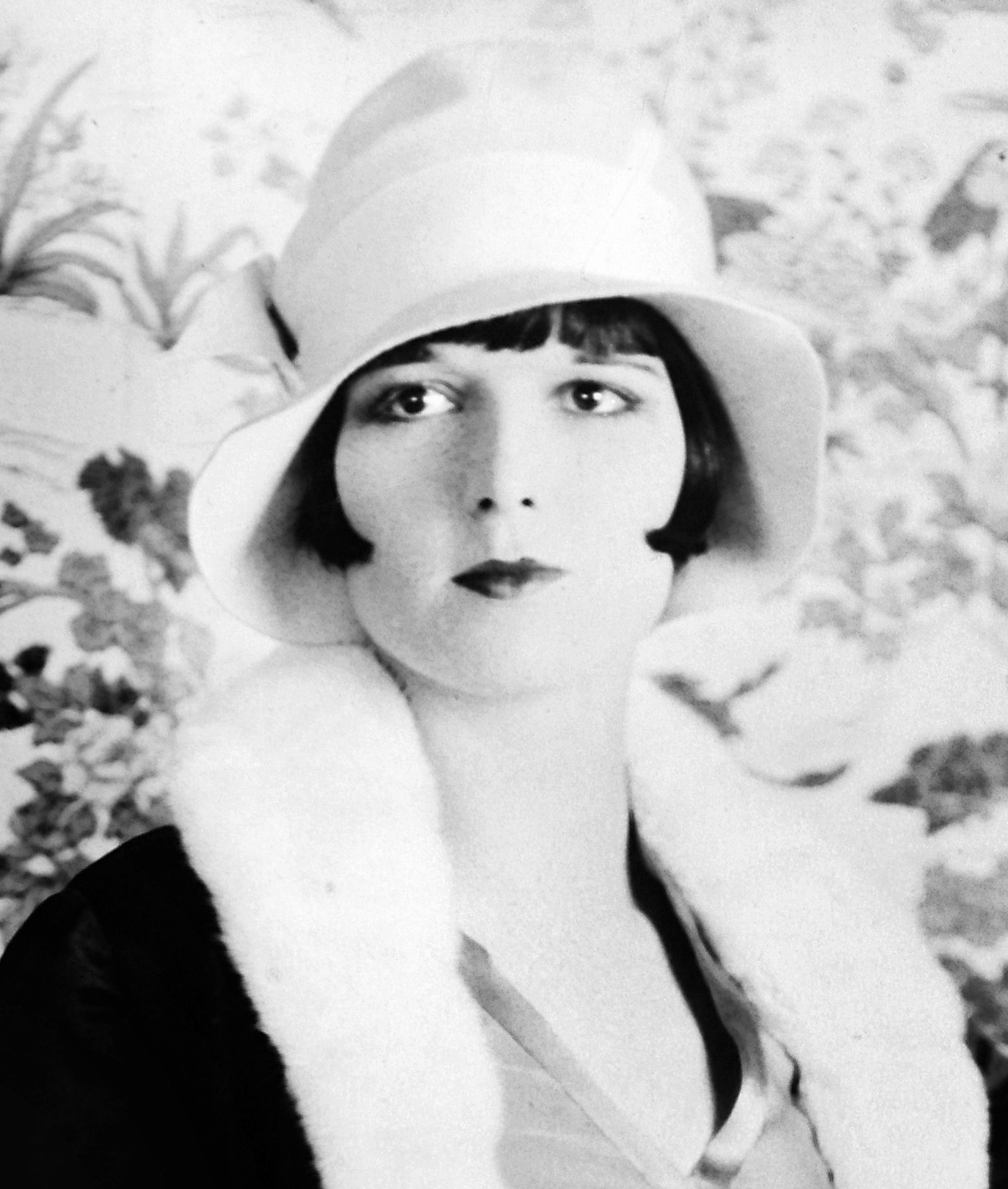
Louise Brooks, som inspirerat till seriefiguren Louise Brookszowycs namn och utseende.
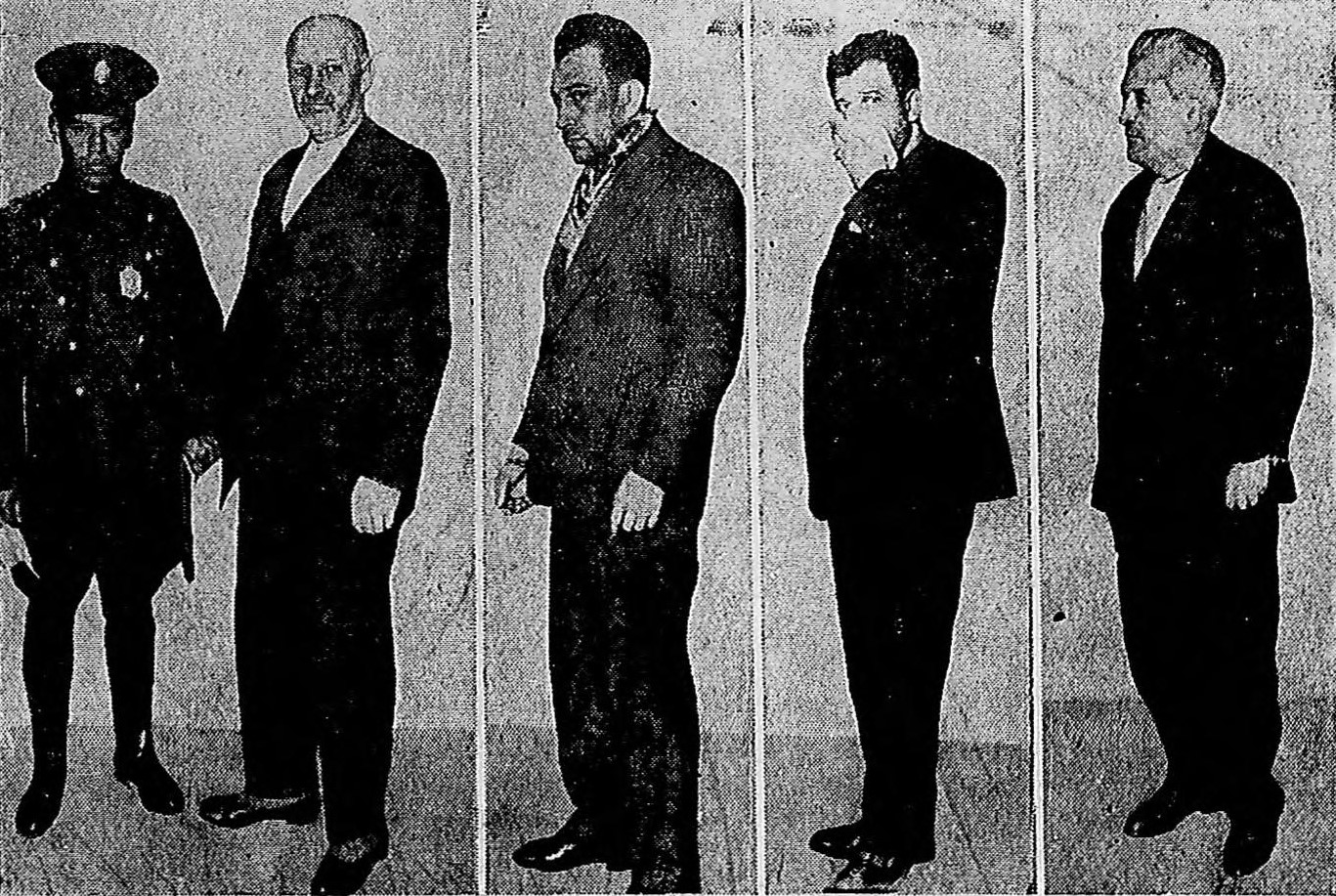
Bilder på misstänkta medlemmar av det judiska brottsnätverket Zwi Migdal (1930).[b]
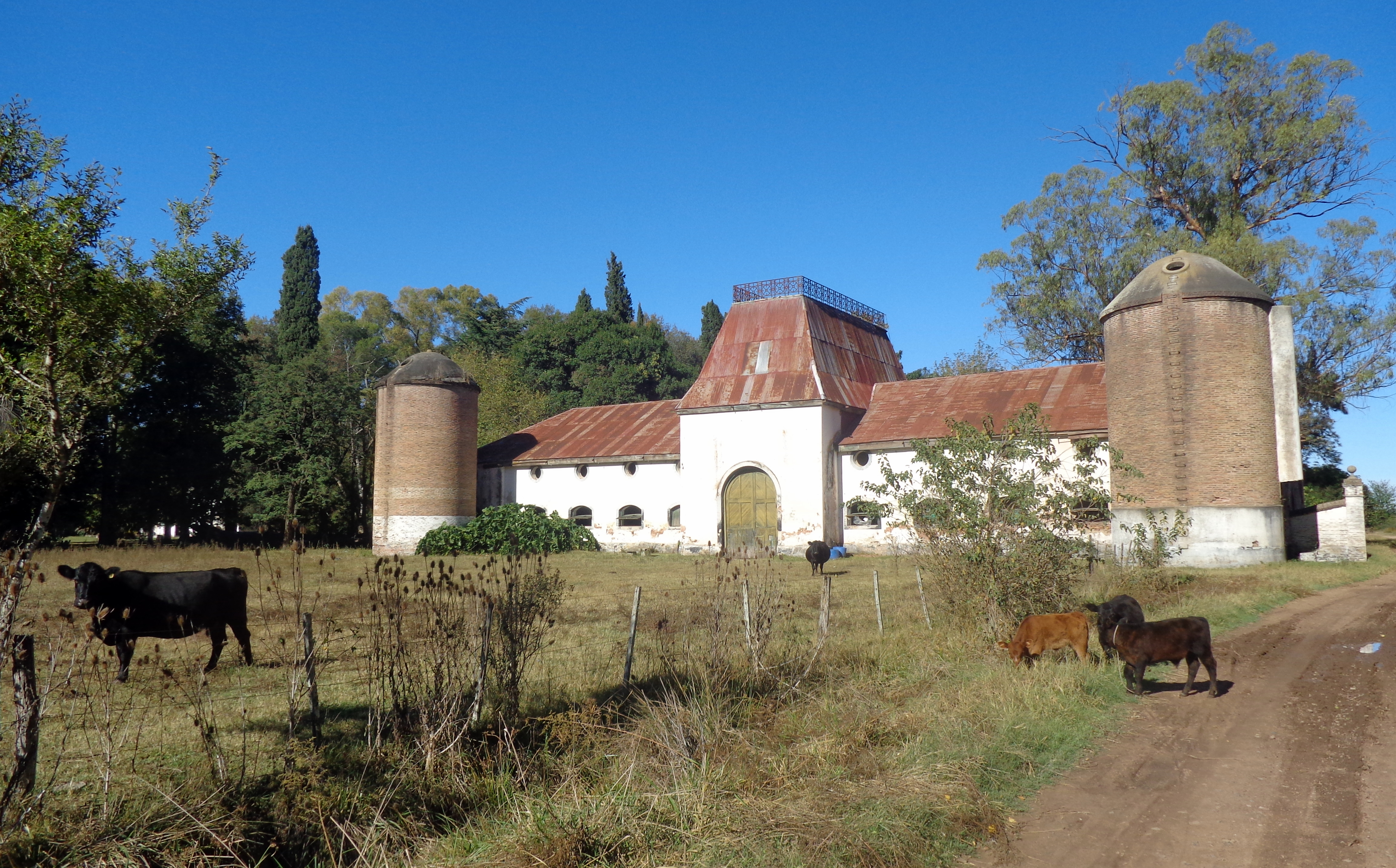
Argentinsk hacienda, vars storgodsägare utövar stor makt i Pratts serie.

## Utgivning

### Förpublicering
- Y todo a media luz, i tidningen Corto Maltese, juni 1985–1986. (italienska)
- Y todo a media luz, 72-sidig bilaga i tidningen Corto, december 1986. (franska)

### Albumutgåvor (urval)
- 1987 – Tango, Casterman (franska) (svart/vit; återutgiven 2001 och 2012)
- 1988 – Tango … Y todo a media luz (italienska) (svart/vit)
- 1998 – Tango, Casterman (franska) (färg, kompletterad version)

### Allmänna källor
- Ljungström, Olof (1993). ”Corto – Lyckoriddaren Malta”. Bild & Bubbla (4–1993):  s. 20–24. Läst 1 januari 2023.
- Petitfaux, Dominique (1996) (på franska). De l'autre côté de Corto. Casterman. Läst 1 januari 2023